# Dicnemon rugosum
Dicnemon rugosum là một loài rêu trong họ Dicnemonaceae. Loài này được Hook. Schwägr. mô tả khoa học đầu tiên năm 1824.